# 초수골약수
초수골약수는 경상북도 영덕군 영해면 묘곡리, 봉화산 동쪽 자락에 있는 약수이다. 일제 강점기 때부터 조금씩 알려지기 시작하였으며 피부병에 효과가 좋다고 한다. 

## 전설
옛날 청송의 부자 손 진사가 죽었는데 그에게는 삼형제가 있었다. 경험이 없던 아들들은 장례를 치르고 지관(地官)을 불러 부친의 묘 자리가 어떤지를 물었다. 지관은 그 묘자리가 명당이기는 하지만 액운이 있다고 하였다. 그 자리에 무덤을 쓰면 자손에서 3정승 9판서가 나오지만 이들 삼형제에게는 불행이 닥친다는 것이다. 이 말을 들은 첫째와 둘째아들은 부친의 묘소를 이장(移葬)하자고 하였다. 그러나 셋째아들은 비록 불행이 닥치더라도 우리 집안에서 3정승 9판서가 나온다니 그대로 두자고 하였다. 삼형제는 두고 보기로 했다. 
그러나 지관의 말은 맞았다. 장례를 지내고 난 3일 뒤 첫째아들이 죽더니 며칠 뒤 둘째마저 저세상으로 간 것이다. 죄책감에 사로잡힌 셋째아들은 그 길로 집을 나와 방랑의 길을 떠났다. 두 형을 죽게 한 자신의 어리석음을 괴로워하며 온 강산을 3년 동안이나 방랑하였다. 그러면서 셋째는 완전히 걸인과 다를 바가 없게 되었다. 그의 몸은 갈수록 쇠약해졌고 어느날 그는 정신을 잃고 길가에 쓰러졌다. 시간이 얼마나 흘렀을까. 그는 심한 갈증을 느끼며 깨어났다. 그는 저만치에 물이 솟고 있는 것을 보고 다가가 그 물을 마시니 신기하게도 온몸에 기운이 솟는 것을 느꼈다. 이 물이 바로 초수골약수다. 전설은 여기서 끝나지 않는다.
한편 이 초수골약수 부근에 원진사와 김진사라는 사이 좋은 두 진사(進士)가 살고 있었다. 원진사는 아들을, 김진사는 딸을 두었는데 어릴적부터 정혼(定婚)을 해놓은 사이였다. 이들이 결혼을 앞둔 어느 날 김진사 딸은 꿈을 꾸었다. 산신령이 나타나 '원 진사의 아들과 결혼해서는 안된다'고 하는 것이다. 이를 이상하게 여긴 딸은 부모에게 간밤의 꿈 이야기를 하였지만 귀기울여 주지 않았다. 며칠이 흘러 혼례가 치러지는 날 아침, 자리에서 일어난 김 진사는 깜짝 놀랐다. 그리 곱고 예쁘던 그녀가 하룻밤 사이에 나병(한센병)에 걸린 것이다. 이를 본 부모는 혼인을 파기하고 딸을 멀리 보냈다. 이때 김 진사의 딸이 도착한 곳이 초수골약수 부근이었다. 이런 기이한 인연으로 손진사의 셋째 아들과 김진사의 딸은 그곳에서 만나게 되었다. 손진사의 셋째아들은 김진사의 딸을 약수터로 데려가 그 물에 목욕해 볼 것을 권하였다. 권고를 받은 김진사의 딸은 며칠 동안 목욕을 하였다. 그러자 신기하게도 그녀의 나병이 깨끗이 나았다. 몸이 치유되자 그동안 정이 쌓이게 된 두 남녀는 서로의 불행한 운명을 두려워 하면서도 기쁜 마음으로 부부의 연을 맺었다. 하지만 다음날 셋째 아들은 죽고 말았다.
그것을 슬퍼하며 집으로 돌아간 그녀는 가족에게 그간의 이야기를 모두 들려 주었다. 가족은 셋째 아들의 시체를 청송 손진사 집으로 옮겨 장례를 치르게 하고 딸을 거기서 살게 하였다. 그로부터 열 달이 흐른 뒤 그녀는 남자 세쌍둥이를 낳고 이 아이들로부터 번성한 손진사 가문에서는 지관의 말대로 3정승 9판서가 나와 가문의 명예를 높였다. 
3정승 9판서를 낳은 인연을 만든 이 초수골약수에는 상탕과 하탕이 있는데 상탕은 피부질환에 좋고 하탕은 속병에 특효가 있다고 전해진다. 

## 지질
초수골약수 일대의 지질은 중생대 트라이아스기 영덕 화강암이다. 부근에 영덕 단층이 남-북 방향으로 지나간다. 

## 같이 보기
- 한국의 약수 목록
- 영덕군의 지질
- 한국의 화강암

## 참고 서적
- '빛깔있는 책들'-한국의 약수